# Alexander Windsor
Alexander Windsor, conde de Úlster (Alexander Patrick Gregers Richard; Londres, 24 de octubre de 1974) es el primogénito y único varón de los actuales duques de Gloucester, Ricardo y Brígida. Es, desde su nacimiento, el heredero presuntivo del ducado de Gloucester, por lo que utiliza el título de cortesía de conde de Úlster. Tiene un puesto en la línea de sucesión al trono británico (33.º).

## Vida cotidiana
Fue educado en Eton y en el King's College de Londres (B.A. 1996) antes de ingresar en la Real Academia de Sandhurst.
Encargado de los «King's Royal Hussars» en 1995 y designado capitán desde el 16 de octubre de 2000 y mayor de 2008, el año 2002 estuvo en servicio militar activo en Kosovo.
Hoy día es director de la fundación de caridad, «Transnational Crisis Project».

## Matrimonio
Se casó el 22 de junio de 2002 con la Dra. Claire Booth en la capilla real de palacio de St. James.
El conde y la condesa tienen dos hijos:
- Xan Windsor, barón Culloden (nacido el 12 de marzo de 2007).
- Lady Cosima Windsor (nacida el 20 de mayo de 2010).[4]

## Títulos

### Tratamiento
| ● 1974-presente: | Conde de Úlster (1) |

1. Título de cortesía.

### Rango militar
- : Major (mayor/comandante) (2008)

### Condecoraciones
- - Medalla al Servicio General
- - Medalla OTAN Kosovo
- - Medalla de Irak
- - Medalla del Jubileo de Oro
- - Medalla del Jubileo de Diamante
- - Medalla del Jubileo de Platino
- - Medalla de la Coronación del Rey Carlos III

## Sucesión
| Precedido por: Príncipe Ricardo, duque de Gloucester | Sucesión al Ducado de Gloucester 1          | Sucesor: Xan Windsor, barón Culloden |
| Precedido por: Príncipe Ricardo, duque de Gloucester | ' Línea de sucesión al trono Británico 32º. | Sucesor: Xan Windsor, barón Culloden |